# Земуник-Доньи
Земуник-Доньи (хорв. Zemunik Donji — Земуник-Нижний) — муниципалитет в Хорватии, административно относится к Задарской жупании.
Располагается в 7 км от центра города Задар. По данным переписи населения 2001 года, численность населения составляет 1 903 человека. Преобладают хорваты (1792 чел., или 94 %, согласно данным переписи 1991 года).